# پس از ظلمت، نور
پس از ظلمت، نور (اسپانیایی: Post Tenebras Lux‎) فیلمی در ژانر درام به کارگردانی کارلوس ریگاداس است که در سال ۲۰۱۲ منتشر شد.